# Армино
Армино — деревня в Устьянском районе Архангельской области.

## География
Находится в южной части Архангельской области на расстоянии приблизительно 74 км на восток-северо-восток по прямой от административного центра района поселка Октябрьский на левом берегу речки Мехреньга.

## История
Деревня была отмечена только уже в 1939 году как починок Арминская в составе Дмитриевского сельсовета Черевковского района. До 2022 года входила в Дмитриевское сельское поселение до его упразднения.

## Население
Численность населения не была учтена как в 2002 году, так и в 2010.